# مسرح آبي
مسرح آبي المعروف أيضًا باسم المسرح الوطني لأيرلندا في دبلن هو أحد المؤسسات الثقافية الرائدة في أيرلندا. تم افتتاحه لأول مرة للجمهور في 27 ديسمبر 1904، وانتقل مكانه الأصلي بعد حريق عام 1951، وظل نشطًا حتى يومنا هذا. كان المسرخ أول مؤسسة مدعومة من الدولة في العالم. منذ عام 1925 تلقت دعمًا سنويًا من الدولة الأيرلندية الحرة. منذ يوليو 1966، يقع المسرح في 26 شارع لوار آبي، دبلن 1.
في سنواته الأولى، كان المسرح مرتبطًا ارتباطًا وثيقًا بكتاب الأدب الأيرلندي الحي، الذين شارك الكثير منهم في تأسيسه وكان معظمهم قد عرض مسرحيات هناك. كما كان المسرح بمثابة حضانة للعديد من الكتاب المسرحيين الأيرلنديين البارزين، بما في ذلك ويليام بتلر ييتس، وليدي غريغوري، وشون أوكاسي، وجون ميلينجتون سينج، بالإضافة إلى ممثلين بارزين.

## روابط خارجية
- مسرح آبي على موقع الموسوعة البريطانية (الإنجليزية)
- مسرح آبي على موقع الموسوعة البريطانية (الإنجليزية)
- مسرح آبي على موقع قاعدة بيانات برودواي على الإنترنت (الإنجليزية)